# Stazione di Pieve Saliceto
La stazione di Pieve Saliceto è una fermata ferroviaria della ferrovia Parma-Suzzara. Serve la località di Pieve Saliceto, frazione del comune di Gualtieri, in provincia di Reggio Emilia.
È gestita da Ferrovie Emilia Romagna (FER).

## Storia
La stazione fu aperta nel 1883 dalla Società Veneta, come parte della linea Parma–Suzzara.

## Strutture ed impianti
Il fabbricato viaggiatori si compone di due livelli ma soltanto il piano terra è aperto al pubblico. L'edificio è in muratura ed è tinteggiato di giallo. La struttura è dotata di tre finestre a centina per ciascun piano.
Il piazzale è composto da un binario.

## Movimento
La fermata è servita dai treni regionali di Trenitalia Tper in servizio sulla tratta Suzzara–Parma, nell'ambito del contratto di servizio stipulato con la regione Emilia-Romagna.
A novembre 2019, la stazione risultava frequentata da un traffico giornaliero medio di circa 59 persone (28 saliti + 31 discesi).